# 海音寺潮五郎
海音寺潮五郎（1901年11月5日—1977年12月1日），本名，日本鹿兒島縣大口村（現已合併為伊佐市）人，小說家。作品以歷史小說為主，以描述日本大名上杉謙信的歷史小說《天與地》（天と地と）著名。《天與地》在1969年曾被拍成大河劇，也於1990年被角川歷彥拍成電影。

## 中譯作品
- 韋棣原譯，《蒙古襲來》（四冊），台北：遠流，1992。
- 陳寶蓮譯，《上杉謙信：天與地》（三冊），台北：遠流，1991。
- 劉惠禎譯，《孫子》（三冊）台北：遠流，1991。